# Limnetron antarcticum
Limnetron antarcticum är en trollsländeart som beskrevs av W. Foerster 1907. Limnetron antarcticum ingår i släktet Limnetron och familjen mosaiktrollsländor. Inga underarter finns listade i Catalogue of Life.